# Cybister vulneratus
Cybister vulneratus is een keversoort uit de familie waterroofkevers (Dytiscidae). De wetenschappelijke naam van de soort is voor het eerst geldig gepubliceerd in 1834 door Klug.
De diersoort komt voor in Zimbabwe.